# Memristor
El memristor o memristencia (una contracción de las palabras "memoria" y resistor/resistencia) fue un término acuñado en 1971 por el ingeniero eléctrico Leon Chua como el componente eléctrico pasivo de dos terminales no lineal faltante, ya que relaciona la vinculación de la carga eléctrica con un flujo magnético. La operación de los dispositivos RRAM (también llamados ReRAM) fue recientemente conectada con el concepto de memristor. De acuerdo con características relaciones matemáticas, hipotéticamente el memristor podría operar de la siguiente manera: la resistencia eléctrica del memristor no es constante sino que depende de la historia de la corriente que ha fluido previamente a través del dispositivo; es decir, su resistencia actual depende de la cantidad de carga eléctrica que ha fluido, y en qué dirección, a través de él en el pasado. El dispositivo recuerda su historia, la llamada propiedad de no-volatilidad. Cuando el suministro de energía eléctrica es desconectado, el memristor recuerda su resistencia más reciente, hasta que vuelva a ser encendido.
Leon Chua ha argumentado recientemente que la definición podría ser generalizada para cubrir todas las formas de dispositivos de memoria de dos terminales, tanto volátiles como no volátiles, basados en los efectos de resistencia conmutativa (resistencia variable). Algunas pruebas experimentales parecen contradecir esta afirmación, ya que el efecto no-pasivo de una nanobatería es observable en la memoria de la resistencia conmutativa. Chua también argumentó que el memristor es el elemento conocido más antiguo de los circuitos, con sus efectos precediendo al resistor, capacitor y al inductor.
En 2008, un equipo de HP Labs afirmó haber encontrado el memristor faltante de Chua, basado en el análisis de una capa fina de dióxido de titanio; el resultado de los laboratorios fue publicado en la revista Nature. El memristor se encuentra actualmente en desarrollo por varios equipos, incluyendo Hewlett-Packard, SK Hynix y HRL Laboratories.
Estos dispositivos fueron destinados a aplicaciones en memorias nanoelectrónicas, lógica computacional y para arquitecturas computacionales neuromórficas/neuromemristivas. En octubre de 2011, el equipo anunció que la disponibilidad comercial de la tecnología memristiva estaría al cabo de 18 meses, como un reemplazo a las tarjetas Flash, SSD, DRAM y SRAM. Más recientemente, se anunció que su disponibilidad comercial para una nueva memoria estaría estimada para el 2018. En marzo del 2012, un equipo de investigadores de HRL Laboratories y de la Universidad de Míchigan anunció el primer arreglo de memristores funcional en un chip CMOS.

## Antecedentes

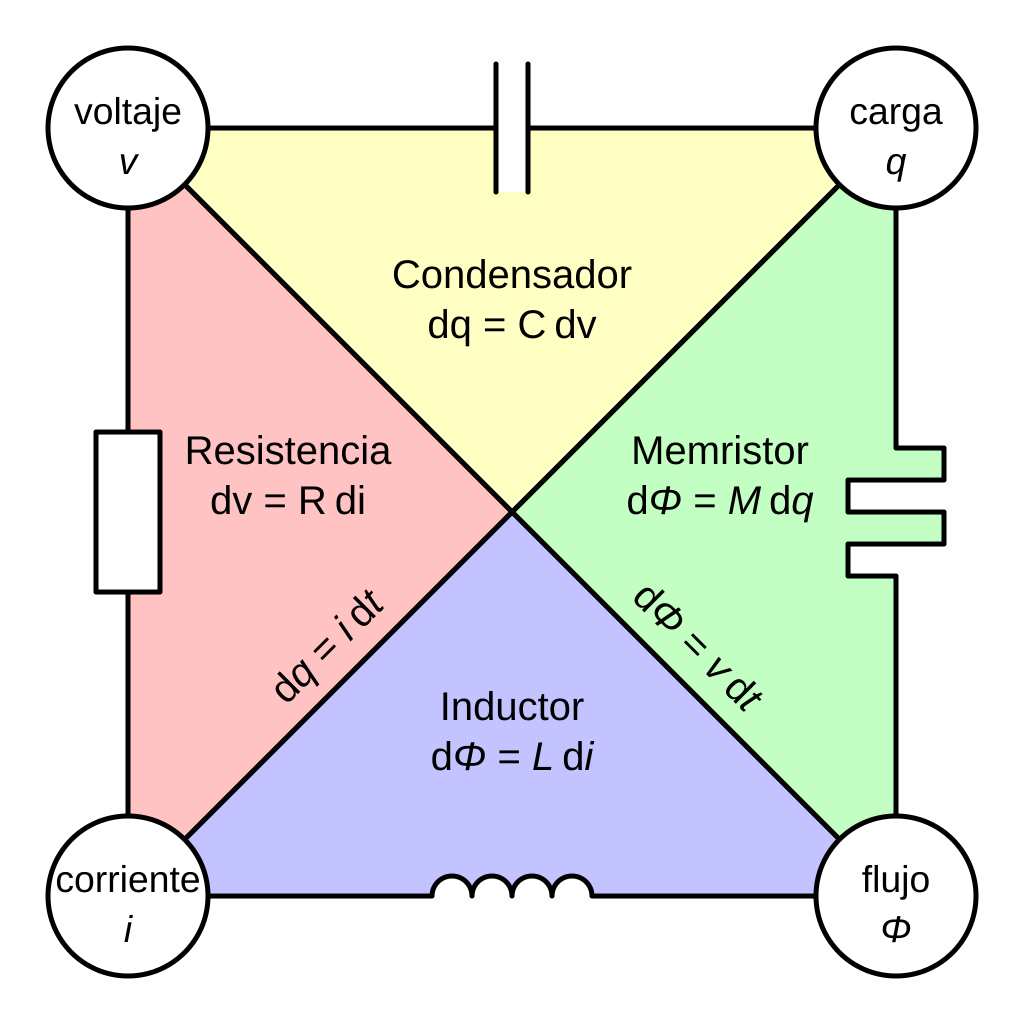
Simetrías conceptuales de resistencia, capacitancia, inductancia y memristancia.

En 1971, Chua extrapoló una simetría conceptual entre el resistor no-lineal (voltaje contra corriente), capacitor no-lineal (voltaje contra carga eléctrica), y el inductor no-lineal (flujo magnético contra corriente). Después infirió la posibilidad de un memristor como otro elemento no-lineal fundamental conectando el flujo magnético con la carga eléctrica. En contraste con un resistor lineal (o no-lineal), el memristor tiene una relación dinámica entre la corriente y el voltaje incluyendo una memoria del mismo voltaje y corriente que tuvo en el pasado. Otros científicos han propuesto resistores de memoria dinámica, tal como el memistor de Bernard Widrow, pero Chua intentó introducir la generalidad matemática.
La resistencia del memristor depende de la integral de entrada aplicada a sus terminales (en lugar del valor instantáneo de la entrada, como en un varistor). Dado que el elemento "recuerda" la cantidad de corriente que ha pasado a través de él la última vez, fue etiquetado por Chua con el nombre de "memristor". Otra forma de describir al memristor, es como cualquier elemento pasivo de un circuito que posee dos terminales que mantiene una relación funcional entre la integral de la corriente en relación con el tiempo (llamada carga) y de la integral del voltaje en relación con el tiempo (a menudo llamado flujo, por su relación con el flujo magnético). La pendiente de esta función se llama memristancia M y es similar a la resistencia variable.
La definición del memristor está basada únicamente en las variables fundamentales de circuitos de corriente y tensión (voltaje) y sus integrales con respecto al tiempo, justo como el resistor, el capacitor y el inductor. Sin embargo, a diferencia de estos tres elementos, en que se permite una invariante lineal del tiempo o sistema teórico LTI, los memristores de interés tienen una función dinámica con la memoria, y se pueden describir como una función de la carga neta. No hay tal cosa como un memristor estándar. En lugar de ello, cada dispositivo implementa una función en particular, en donde la integral del voltaje determina la integral de la corriente y viceversa. Un memristor lineal invariante en el tiempo, con un valor constante de M, es simplemente un resistor convencional. Dispositivos manufacturados nunca son puramente memristores (memristor ideal), pero también exhiben algo de capacitancia y resistencia.

## Definición y crítica del memristor
De acuerdo con la definición original en 1971, el memristor fue el cuarto elemento fundamental de los circuitos, formando una relación no-lineal entre la carga eléctrica y el flujo magnético. En 2011 Chua abogó por una definición más amplia que incluyera a todos los dispositivos de memoria de dos terminales no-volátiles basados en la conmutación de la resistencia. Williams argumentó que la MRAM, la memoria de cambio de fase y la RRAM eran tecnologías memristivas. Algunos investigadores argumentaron que las estructuras biológicas como la sangre y la piel se ajustaban a la definición. Otros argumentaron que el dispositivo de memoria en desarrollo por los HP Labs y otras formas de RRAM no eran memristores, sino más bien parte de una clase más amplia de sistemas de resistencia variable y que una definición más amplia de memristor es una apropiación científica injustificable que favoreció las patente del memristor de los HP Labs.
En 2011, Meuffels y Schroeder señalaron que uno de los papeles de los primeros memristores incluían una suposición errónea con respecto a la conducción de iones. En 2012, Meuffels y Soni discutieron algunas cuestiones fundamentales en la realización de los memristores. Indicaron insuficiencias en el modelado electroquímico presentado en artículo de Nature"The missing memristor found"  ("Es encontrado el memristor perdido") debido a que el impacto de los efectos de la polarización de concentración en el comportamiento de las estructuras del óxido de titanio bajo estrés de un voltaje o una corriente no se tomó en consideración. Ésta crítica fue mencionada por Valov et al  en 2013.
Además, Meuffels y Soni señalaron que las ecuaciones de estado dinámico creadas para un memristor que controlado únicamente por corriente con la llamada propiedad de no-volatilidad viola el principio de Landauer de la cantidad mínima de energía requerida para cambiar estados de "información" en un sistema: Con el fin de exponer la propiedad de no-volatilidad se requiere "que el memristor interno o los estados de información sean separados uno del otro por las barreras de energía libre de Gibbs". Siempre hay un límite inferior de energía necesaria para cambiar un valor de bit en un dispositivo binario. Esta crítica fue adoptada por Di Ventra y Pershin en 2013. El concepto de un memristor controlado exclusivamente por corriente no proporciona un mecanismo físico que permita dicho sistema del memristor para hacer frente a las inevitables fluctuaciones térmicas. Tal sistema puede cambiar erráticamente su estado bajo la sola influencia de ruido en la corriente. Memristores cuyos estados de resistencia (memoria) dependen solamente de la historia de corriente o voltaje, serían capaces de proteger sus estados de memoria contra el inevitable ruido de Johnson-Nyquist, y permanentemente sufrir de pérdida de información, llamada "catástrofe estocástica". Tales memristores previstos no pueden existir en dispositivos de estado sólido en la realidad física.
Otros investigadores observaron que los modelos del memristor basados en la hipótesis de la derivada iónica lineal no tienen en cuenta la asimetría entre el tiempo establecido (de alta a baja la variación de la resistencia) y el restablecimiento del tiempo (variación de resistencia de alta a baja) y no proporcionan valores de movilidad iónica coherentes con los datos experimentales. Se han propuesto modelos de esta derivada para compensar su deficiencia.
Un artículo del 2014 de investigadores de ReRAM (RRAM) concluyó que las ecuaciones del modelo inicial del memristor de Strukov (HP) no reflejan la física del dispositivo actual, mientras que los modelos posteriores (basados en la física) como los modelos de ECM de Menzel (coautor del artículo dicho) o el de Pickett poseen previsibilidad adecuada, pero son computacionalmente prohibidos. A partir del 2014, la búsqueda continua por un modelo que pueda equilibrar estas cuestiones; el artículo identifica los modelos de Chang y de Yakopcic como promesas potenciales.
Martin Reynold, un analista de ingeniería eléctrica, con el equipo de investigación de Gartner, comentó que mientras HP estaba siendo descuidado al llamar a su dispositivo un memristor, los críticos estaban siendo pedantes al decir que no era un memristor.

## Pruebas experimentales en memristores
Chua sugirió pruebas experimentales para determinar si un dispositivo podría ser categorizado como un memristor:
- La curva de Lissajous en el plano de voltaje-corriente es un ciclo de histéresis pellizcado cuando se maneja por cualquier voltaje o corriente periódico bipolar sin tomar en cuenta las condiciones iniciales.

- El área de cada lóbulo del ciclo de histéresis pellizcado se encoge cuando la frecuencia de la señal forzada aumenta.

- Cuando la frecuencia tiende a infinito, el ciclo de histéresis se degenera hasta ser una línea recta a través del origen, cuya pendiente depende de la amplitud y de la forma de la señal forzada.

De acuerdo con Chua, Todas las memorias de resistencia conmutativas incluyendo ReRAM, MRAM, y memorias de cambio de fase reúnen estos criterios y son memristores. Sin embargo, la falta de datos para la curva de Lissajous sobre un rango de condiciones iniciales o sobre un rango de frecuencias, complica las evaluaciones de esta afirmación.
La evidencia experimental demuestra que la memoria de resistencia de óxido-reducción (ReRAM) incluye un efecto de nanobatería contrario al modelo del memristor de Chua. Esto indica que la teoría del memristor necesita ampliarse o corregirse para permitir el modelado de una ReRAM precisa.

## Teoría
El memristor fue definido originalmente en términos de la relación funcional no-lineal entre el flujo magnético Φm(t) y la cantidad de carga eléctrica que había fluido, q(t):
{\displaystyle f(\mathrm {\Phi } _{\mathrm {m} }(t),q(t))=0}
El "flujo magnético", Φ m, se generaliza a partir de la característica del circuito de un inductor. No representa un campo magnético en este caso; su significado físico se discute a continuación. El símbolo Φ m puede ser considerado como la integral del voltaje con respecto al tiempo.
En la relación entre Φ m y q (carga eléctrica), la derivada de una con respecto a otra depende del valor de uno o del otro, por lo que cada memristor se caracteriza por su función de memristancia que describe la tasa dependiente de cambio del flujo con respecto a la carga.
{\displaystyle M(q)={\frac {\mathrm {d} \Phi _{m}}{\mathrm {d} q}}}
Sustituyendo el flujo por la integral del voltaje con respecto al tiempo, y la carga como la integral de la corriente, la forma más conveniente es:
{\displaystyle M(q(t))={\cfrac {\mathrm {d} \Phi _{m}/\mathrm {d} t}{\mathrm {d} q/\mathrm {d} t}}={\frac {V(t)}{I(t)}}}
Para relacionar al memristor con un resistor, capacitor e inductor, es de ayuda el aislar el término M(q), que caracteriza al dispositivo, y escribirlo como una ecuación diferencial.
| Dispositivo   | Propiedad característica (unidades) | Ecuación diferencial |
| ------------- | ----------------------------------- | -------------------- |
| Resistor (R)  | Resistencia (V por A, u ohm, Ω)     | R = dV / dI          |
| Capacitor (C) | Capacitancia (C por V, o farad)     | C = dq / dV          |
| Inductor (L)  | Inductancia (Wb por A, o henry)     | L = dΦm / dI         |
| Memristor (M) | Memristancia (Wb por C, u ohm)      | M = dΦm / dq         |

La tabla anterior cubre todas las proporciones significativas de los diferenciales de I, Q, Φm, y V. Ningún dispositivo puede relacionar dI con dq, o dΦ m con dV, debido a que I es la derivada de Q y Φ m es la integral de V.
Con esto, se puede inferir que la memristancia es una resistencia dependiente de la carga. Si M(q(t)) es una constante, entonces obtenemos la Ley de Ohm R(t) = V(t)/ I(t). Si M(q(t)) es no trivial, la ecuación no es equivalente debido a que q(t) y M (q(t)) pueden variar con el tiempo. Resolviendo para el voltaje como una función del tiempo obtenemos:
{\displaystyle V(t)=\ M(q(t))I(t)}
Esta ecuación revela que la memristancia define una relación linear entre la corriente y el voltaje, siempre y cuando M no varíe con respecto a la carga. La corriente diferente de cero implica que la carga varía con el tiempo. En corriente alterna, se puede observar la existencia de la dependencia lineal en el funcionamiento del circuito mediante la inducción de un voltaje medible sin el movimiento de la carga neta, siempre y cuando el cambio máximo de q no ocasione un cambio significativo en M.
Además, el memristor es estático si no hay corriente que se le pueda aplicar. Si I (t) = 0, encontramos que V (t) = 0 y M(t) se convierte en constante. Esta es la esencia del efecto de una memoria.
La característica del consumo de energía hace alusión a la de una resistencia, I2R.
{\displaystyle P(t)=\ I(t)V(t)=\ I^{2}(t)M(q(t))}
Mientras que M(q(t)) varíe un poco, como en corriente alterna, el memristor aparecerá como una resistencia constante. Si M(q(t)) aumenta rápidamente, el consumo de corriente y potencia se detendrá dramáticamente.
M(q) está restringida físicamente a ser positiva para todos los valores de q (asumiendo que el dispositivo es pasivo y no se convierte en un superconductor en algún valor de q). Un valor negativo significaría que suministraría energía constantemente cuando opere con corriente alterna.
En 2008, investigadores de HP Labs introdujeron un modelo para una función de memristancia basado en láminas delgadas de dióxido de titanio. Para RON menor a ROFF, la función de la memristancia es:
{\displaystyle M(q(t))=R_{\mathrm {OFF} }\cdot \left(1-{\frac {\mu _{v}R_{\mathrm {ON} }}{D^{2}}}q(t)\right)}
donde ROFF representa el estado de alta resistencia, RON representa el estado de baja resistencia, μv representa la movilidad del dopaje en la lámina delgada, y D representa el grosor de la lámina. El grupo del laboratorio señaló que “funciones de ventana” eran necesarias para compensar las diferencias entre las medias experimentales con las de su modelo del memristor debido a la incertidumbre no lineal de iones y efectos del límite.

### Operación como un interruptor
Para algunos memristores, la corriente y voltaje aplicados sobre ellos provocan un cambio sustancial en la resistencia. Tales dispositivos pueden ser categorizados como interruptores, esto investigando el tiempo y la energía que deben gastarse para lograr un valor esperado de resistencia. Esto supone que el voltaje aplicado permanece constante. Resolviendo para la disipación de energía durante un solo evento de cambio (conmutación) revela que para cambiar a un memristor de Ron a Roff en el tiempo Ton hasta Toff, la carga debe cambiar por ΔQ = Qon−Qoff.
{\displaystyle E_{\mathrm {switch} }=\ V^{2}\int _{T_{\mathrm {off} }}^{T_{\mathrm {on} }}{\frac {\mathrm {d} t}{M(q(t))}}=\ V^{2}\int _{Q_{\mathrm {off} }}^{Q_{\mathrm {on} }}{\frac {\mathrm {d} q}{I(q)M(q)}}=\ V^{2}\int _{Q_{\mathrm {off} }}^{Q_{\mathrm {on} }}{\frac {\mathrm {d} q}{V(q)}}=\ V\Delta Q}
Sustituyendo V=I(q)M(q), y luego dq/V = ∆Q/V por constante V, resulta en la expresión final. Esta característica de potencia difiere fundamentalmente de la de un transistor, que está basado en un capacitor. A diferencia del transistor, el estado final del memristor en términos de carga, no depende de la polarización del voltaje.
El tipo de memristor descrito por Williams deja de ser ideal después de la conmutación en su rango de valores resistivos, creando histéresis, llamado también en inglés como "hard-switching regime".  Otro tipo de interruptor tendría una M(q) cíclica, de manera que cada conmutación (apagado/encendido) del evento bajo una tendencia constante. Tal dispositivo actuaría como un memristor en todas las condiciones, pero sería menos práctico.

### Sistema memristivo
El memristor fue generalizado a sistemas memristivos por Chua en 1976. Mientras que un memristor posee un estado matemáticamente escalar, un sistema tiene un estado vectorial. El número de variables de estado es independiente del número de terminales.
Chua aplica este modelo a los fenómenos observados empíricamente, incluyendo el modelo de Hodgkin–Huxley del axón y un termistor a una temperatura ambiente constante. También describió los sistemas memristivos en términos de almacenamiento de energía y de características eléctricas de fácil observación. Estas características podrían coincidir con la RRAM, relacionando la teoría con áreas activas de investigación.
En un concepto más general de un sistema de n-ésimo orden memristivo, las ecuaciones que lo definen son:
{\displaystyle y(t)=g({\textbf {x}},u,t)u(t),}
{\displaystyle {\dot {\textbf {x}}}=f({\textbf {x}},u,t)}

Donde u(t) es una señal de entrada, y(t) es una señal de salida, el vector x representa un conjunto de n variables de estado que describe el dispositivo, y g y f son funciones continuas. Para un sistema memristivo controlado por corriente, la señal u(t) representa a la señal de corriente i(t) y la señal y(t) representa a la señal de voltaje v(t). Para un sistema memristivo controlado por voltaje, la señal u(t) representa la señal de voltaje v(t) y la señal y(t) representa la señal de corriente i(t).
El memristor puro es un caso particular de estas ecuaciones, es decir, cuando x depende solamente de la carga (x=q) y puesto que la carga está relacionada con la derivada de la corriente a través del tiempo dq/dt=i(t). Así, para memristores puros (es decir, ta tasa de cambio de estado) debe ser igual o proporcional a la corriente i(t) .

### Histéresis pellizcada

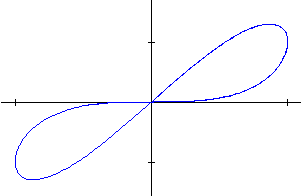
Ejemplo de una curva de histéresis pellizcada, voltaje contra corriente.

Una de las propiedades resultantes de los memristores y de sistemas memristivos es la existencia del efecto de histéresis pellizcada. Para un sistema memristivo controlado por corriente, la entrada u(t) es la corriente i(t), la salida y(t) es el voltaje v(t), y la pendiente de la curva representa la resistencia eléctrica. El cambio de la pendiente de las curvas de histéresis demuestra que existe conmutación entre diferentes estados resistivos, que es un fenómeno central para las RRAM y otras formas de memoria resistiva de dos terminales. A altas frecuencias, la teoría memristiva predice que el efecto de la histéresis pellizcada se degenerará, resultando en una línea recta representativa de un resistor lineal. Se ha demostrado que algunos tipos de curvaturas de tipo histéresis pellizcadas que no se cruzan (denotadas de tipo II) no pueden ser descritas por memristores.

### Sistemas memristivos extendidos
Algunos investigadores han planteado la cuestión de la legitimidad científica de los modelos del memristor de HP en la explicación que le dan al comportamiento de la RRAM. Han sugerido modelos memristivos extendidos para remediar las deficiencias que percibieron.
Un ejemplo intenta extender el marco de sistemas memristivos incluyendo sistemas dinámicos que incorporan derivadas de alto orden de la señal de entrada u(t) como una expansión de la serie:
{\displaystyle y(t)=g_{0}({\textbf {x}},u)u(t)+g_{1}({\textbf {x}},u){\operatorname {d} ^{2}u \over \operatorname {d} t^{2}}+g_{2}({\textbf {x}},u){\operatorname {d} ^{4}u \over \operatorname {d} t^{4}}+...+g_{m}({\textbf {x}},u){\operatorname {d} ^{2m}u \over \operatorname {d} t^{2m}},}
{\displaystyle {\dot {\textbf {x}}}=f({\textbf {x}},u)}
Donde m es un entero positivo, u(t) es una señal de entrada, y(t) es una señal de salida, el vector x representa un conjunto de n variables de estado que describen al dispositivo, y las funciones g y f son funciones continuas. Esta ecuación produce las mismas curvas de histéresis que cruzan en el origen como sistemas memristivos, pero con una respuesta de frecuencia diferente a la predicción realizada de los sistemas memristivos.
Otro ejemplo sugiere incluir un valor de desplazamiento "a" para hacer más notorio el efecto observado en una nanobatería, el cual viola el efecto de la histéresis que cruza el origen.
{\displaystyle y(t)=g_{0}({\textbf {x}},u)(u(t)-a),}
{\displaystyle {\dot {\textbf {x}}}=f({\textbf {x}},u)}

## Implementaciones

### Memristor de dióxido de titanio
El interés en el memristor revivió cuando una versión experimental de estado sólido fue reportado por R. Stanley Williams de Hewlett Packard en el 2007. El artículo fue el primero en demostrar que un dispositivo de estado sólido puede tener las características de un memristor basado en el comportamiento de finas láminas a nanoescala. El dispositivo no utiliza un flujo magnético como el memristor teórico sugiere, ni almacena una carga como un capacitor, sino que logra una resistencia que depende de la historia de la corriente.
Aunque no es citado en los informes iniciales de HP de su memristor de TiO2, las características conmutativas de resistencia del dióxido de titanio fueron descritas originalmente en los años 60.
El dispositivo de HP está compuesto de una lámina fina (50 nm) de dióxido de titanio entre dos electrodos de 5 nm de espesor, uno de titanio, y el otro de platino. Inicialmente, había dos capas de lámina de dióxido de titanio, uno de los cuales tenía un ligero agotamiento de los átomos de oxígeno. Las vacantes de oxígeno actúan como portadores de carga, lo que significa que la capa empobrecida tiene una resistencia mucho menor que la capa no empobrecida. Cuando se aplica un campo eléctrico, las vacantes de oxígeno viajan (véase conductor iónico rápido), cambiando el límite entre las capas de alta resistencia y las de baja resistencia. Por lo tanto, la resistencia de la lámina como un todo depende de la cantidad de carga que se ha transmitido a través de él en una dirección en particular, que es reversible con solo cambiar el sentido de la corriente. Dado que el dispositivo de HP muestra una conducción iónica rápida a nanoescala, se considera un dispositivo nanoiónico.
La memristancia aparece solo cuando la capa dopada y la capa empobrecida contribuyen a la resistencia del dispositivo. Cuando suficiente carga ha pasado a través del memristor, los iones ya no pueden moverse, el dispositivo entra en histéresis. Deja de integrar q=∫Idt, pero mantiene q en un límite superior y M fijo, actuando como una resistencia constante hasta que se invierte la corriente.
Aplicaciones en memorias de láminas finas de óxidos han sido un área activa de investigación por un tiempo. IBM publicó un artículo en el 2000 con respecto a estructuras similares a las descritas por Williams. Samsung posee una patente de U.S. para conmutadores basados en óxido-vacantes, similares a los de Williams. Williams también tiene una solicitud de patente relacionada con la construcción de un memristor.
En abril del 2010, laboratorios Hp anunció que tenían memristores prácticos trabajando a 1 ns (~1 GHz) de un tamaño de 3x3 nm, el cual es un buen augurio en el futuro de esta tecnología. A estas densidades podría rivalizar fácilmente la tecnología de memoria flash menor a 25 nm de la actualidad.

### Memristor polimérico
En 2004, Krieger y Spitzer describieron un dopaje dinámico de polímeros y materiales dieléctricos inorgánicos que mejoraron las características conmutativas y de la retención requerida para crear celdas de memoria no-volátiles funcionales. Usaron una capa pasiva entre las láminas de electrodo y del activo, lo que mejoró la extracción de iones del electrodo. Es posible utilizar un conductor iónico rápido como capa pasiva, la cual permitiría una reducción significativa del campo de extracción de iones.
En julio de 2008, Erokhin y Fontana afirmaron haber desarrollado un memristor polimérico antes del memristor de dióxido de titanio anunciado recientemente.
En 2012, Crupi, Pradhan y Tozer describieron una prueba de concepto de diseño para crear circuitos de memoria sináptica usando memristores orgánicos basados en iones. El circuito sináptico demostró una potenciación a largo plazo en el aprendizaje, así como una inactividad basada en el olvido. Usando una red de circuitos, un patrón de luz fue almacenado y después recuperado. Esto imita el comportamiento de las neuronas V1 de la corteza visual primaria que actúan como filtros espacio-temporales que procesan las señales visuales, tales como el movimiento de líneas y bordes.

### Memristor en capas
En 2014, Bessonov et al. informaron sobre un dispositivo memristivo flexible que comprende una heteroestructura MoOx/MoS2 intercalada entre electrodos de plata en una lámina plástica. El método de fabricación se basa totalmente en las tecnologías de impresión y de soluciones de procesamiento, usando dicalcogenuros de metales en transición (TMDs) en capas bidimensionales. Los memristores son mecánicamente flexibles, ópticamente transparentes y con un bajo costo de producción. Se encontró que el comportamiento memristivo de interruptores estaba acompañado por un efecto prominente memcapacitivo. El alto rendimiento de interruptores demostró la plasticidad y sostenibilidad sináptica a las deformaciones mecánicas para emular características parecidas a sistemas neuronales biológicos en nuevas tecnologías computacionales.

### Memristor ferroeléctrico
El memristor ferroeléctrico está basado en una delgada barrera ferroeléctrica intercalada entre dos electrodos metálicos. El cambio de polarización de un material ferroeléctrico al aplicar un voltaje positivo o negativo a través de su unión puede conducir a una orden de dos variaciones de magnitudes resistivas: ROFF ≫ RON (un efecto llamado túnel de electro-resistencia). En general, la polarización no cambia abruptamente. La inversión se produce gradualmente a través de la nucleación y del crecimiento de los dominios ferroeléctricos con la polarización opuesta. Durante este proceso, la resistencia no se encuentra en el estado RON ni ROFF, sino en medio. Cuando se active el voltaje, la configuración del dominio ferroeléctrico evoluciona, permitiendo un ajuste en el valor resistivo. Las principales ventajas del memristor ferroeléctrico son que la dinámica de dominio ferroeléctrico se pueden cambiar, ofreciendo una forma de diseñar la respuesta del memristor, y que las variaciones de la resistencia se deben a fenómenos puramente electrónicos, ayudando a la fiabilidad del dispositivo, sin implicar ningún cambio profundo en la estructura del material.

### Sistemas memristivos giratorios

#### Memristor espintrónico
Chen y Wang, investigadores del fabricante de discos duros Seagate Technology describieron tres ejemplos de posibles memristores magnéticos. Un dispositivo de resistencia se produce cuando el espín de los electrones en una sección de los puntos del dispositivo en una dirección distinta de los que están en otra sección, creando la "pared de dominio", un límite entre las dos secciones. Los electrones que fluyen a través del dispositivo poseen un cierto espín, el cual altera el estado de magnetización del dispositivo. Cambiando la magnetización, a su vez, mueve la pared de dominio y cambia la resistencia. La importancia del trabajo llevó a una entrevista por la IEEE Spectrum. Una primera prueba experimental del memristor espirotrónico basado en el movimiento de la pared de dominio por corrientes de espín en un túnel de unión magnético fue dada en el 2011.

#### Memristancia de efecto túnel de unión magnética
El túnel de unión magnética se ha propuesto para actuar como un memristor por medio de varios mecanismos potencialmente complementarios, tanto extrínsecos (reacciones redox, carga atrapada/liberada y electromigración dentro de la barrera) como intrínsecos (torque de transferencia de espín).

##### Mecanismo extrínseco
Sobre la base de la investigación realizada entre 1999 y 2003, Bowen et al publicaron experimentos en 2006 sobre el efecto túnel de unión magnética (MTJ) dotado de estados biestables dependientes del espín (conmutación resistiva). El MTJ consiste en a barrera de tipo túnel de SrTiO3 (STO) que separa al óxido semimetálico LSMO y a los electrodos del metal ferromagnético CoCr. Los estados resistivos del dispositivo MTJ, caracterizados por una alineación paralela o antiparalela de magnetización de un electrodo, son alterados al aplicar un campo eléctrico. Cuando el campo eléctrico es aplicado desde el CoCr hacia el electrodo del LSMO, el radio del túnel de magneto-resistencia (TMR) es positivo. Cuando la dirección del campo eléctrico se invierte, el TMR es negativo. En ambos casos, se encuentran amplitudes grandes del TMR en el orden del 30%. Debido a que una corriente de espín polarizado fluye desde el electrodo del LSMO, dentro del modelo de Julliere, el cambio de signo sugiere un cambio de polarización del espín efectivo de la interfaz del STO/CoCr. El origen de este efecto de multiestatal recae en la migración observada de Cr en la barrera y en su estado de oxidación. El cambio de signo de la TMR puede provenir de las modificaciones a la densidad de estados de la interfaz del STO/CoCr, así como de los cambios en el túnel en la interfaz STO/CoCr inducido por reacciones de óxido reducción del CrOx.
Informes sobre conmutación memristiva basada en el MgO dentro del MTJ de MgO aparecieron a partir del 2008 y el 2009. Mientras que el flujo de las vacantes de oxígeno dentro de la capa aislante del MgO se ha propuesto para describir los efectos memristivos, otra explicación podría adjudicarse en los estados localizados del oxígeno y su impacto en la espintrónica. Esto enaltece la importancia del entendimiento del papel que las vacantes de oxígeno juegan en la operación memristiva de los dispositivos que implementan óxidos complejos con una propiedad intrínseca, tales como la ferroelectricidad o la multiferrocidad.

##### Mecanismo intrínseco
El estado de magnetización de un MJT puede ser controlado por un torque de transferencia de espín, y por lo tanto, puede a través de este mecanismo físico intrínseco, exhibir un comportamiento memristivo. Este giro es inducido por la corriente que fluye a través de la unión, y conduce a un medio eficiente de lograr una MRAM. Sin embargo, la longitud de tiempo en que la corriente fluye a través, determina la cantidad de corriente necesaria, es decir, la carga es la variable clave.
La combinación de mecanismos intrínsecos (torque de transferencia de espín) y extrínsecos (resistencia conmutativa) conduce naturalmente a un sistema memristivo de segundo orden descrito por el vector x = (x1,x2), donde x1 describe el estado magnético de los electrodos, y x2 denota el estado resistivo de la barrera de MgO. En este caso, el cambio de x1 es controlado por corriente (el torque del espín se debe a una alta densidad de corriente) mientras que x2 es controlado por voltaje (el flujo de vacantes de oxígeno se debe a altos campos eléctricos). La presencia de ambos efectos en una unión magnética de tipo túnel memristivo llevó a la idea de un sistema nanoscópico de sinapsis neuronal.

#### Sistemas memristivos giratorios
Un mecanismo fundamentalmente diferente para el comportamiento memristivo ha sido propuesto por Pershin y Di Ventra. Los autores muestran que ciertos tipos de estructuras espintrónicas de semiconductores pertenecen a una amplia clase de sistemas memristivos, como lo definen Chua y Kang. El mecanismo del comportamiento memristivo en dichas estructuras se basa totalmente en el grado de libertad de espín del electrón, el cual permite un control más conveniente que el transporte iónico en nanoestructuras. Cuando se cambia un parámetro de control externo (como el voltaje), el ajuste de la polarización del espín del electrón se retrasa debido a procesos de difusión y relajación, causando histéresis. Este resultado fue anticipado en el estudio de la extracción del espín en interfaces semiconductoras/ferromagnéticas, pero no fue descrita en términos del comportamiento memristivo. En una escala de corto tiempo, estas estructuras se comportan casi como un memristor ideal. Este resultado amplía la gama de posibilidades en aplicaciones de semiconductores espintrónicos y da un paso adelante en futuras aplicaciones prácticas.

## Aplicaciones
El memristor de estado sólido de Williams se puede combinar en dispositivos llamados crossbar latches, el cual podría sustituir a los transistores en los ordenadores del futuro, dada su mayor densidad del circuito.
Se pueden formar potencialmente en memorias de estado sólido no-volátiles, lo que permitiría una mayor densidad de datos que los discos duros con tiempos de acceso similares a DRAM, en sustitución de ambos componentes. HP prototipó una memoria de tipo "crossbar latch" que puede contener 100 gigabits por centímetro cuadrado, y propuso un diseño escalable en 3D (que consta de hasta 1000 capas o de 1 petabit por centímetro cúbico). En mayo de 2008, HP informó que su dispositivo actualmente alcanza cerca de una décima parte de la velocidad de DRAM. La resistencia de los dispositivos se lee con corriente alterna, para que así el valor almacenado no se vea afectado. En mayo de 2012 se informó que el tiempo de acceso había sido mejorado a 90 nanosegundos, si no es que más rápido, aproximadamente cien veces más rápido que la memoria Flash contemporánea, durante el uso de un 1% de energía.
Patentes del memristor incluyen aplicaciones en lógica programable, procesamiento de señales, redes neuronales, sistemas de control, computación reconfigurable, interfaces cerebro-computadora y RFID. Dispositivos memristivos son utilizados potencialmente en implicación lógica, permitiendo un reemplazo para la computación de lógica basada en CMOS. Se reportan varias obras tempranas en esta dirección.
En 2009, un circuito electrónico sencillo que consiste de una red LC y un memristor fue utilizado para modelar experimentos sobre el comportamiento de la adaptación de organismos unicelulares. Se demostró que somete a un tren de impulsos periódicos, el circuito aprende y anticipa el siguiente pulso similar al comportamiento de los modelos del limo Physarum polycephalum, donde la viscosidad de los canales en el citoplasma responden a los cambios periódicos del entorno. Las aplicaciones de tales circuitos pueden incluir, por ejemplo, reconocimiento de patrones. El proyecto "SyNAPSE" de DARPA financió los laboratorios HP, en colaboración con los Laboratorios Neuromórficos de la Universidad de Boston, han estado desarrollando arquitecturas neuromórficas basados en sistemas memristivos. En 2010, Versace y Chandler describieron el modelo de MoNETA (de sus siglas en inglés Modular Neuronal Exploring Travelling Agent). MoNETA es el primer modelo de redes neuronales a gran escala para implementar circuitos en todo el cerebro para alimentar un agente virtual y robótico utilizando hardware memristivo. La aplicación de la estructura de travesaño ("crossbar") en la construcción de un sistema análogo de software computacional fue demostrado por Merrikh-Bayat y Shouraki. En 2011 se mostraron como unos memristores de tipo "crossbar" pueden ser combinados con lógica difusa para crear un sistema analógico memristivo neuro-difuso de computación con terminales de entrada y salida difusas. El aprendizaje se basa en la creación de relaciones difusas inspiradas en la regla de aprendizaje de Hebbian.
En 2013, Leon Chua publicó un tutorial que subraya el amplio lapso de fenómenos complejos y aplicaciones que abarcan los memristores y cómo pueden ser utilizados como memorias analógicas no volátiles, y pueden imitar los fenómenos clásicos de habituación y de aprendizaje.

## Memcapacitores y meminductores
En 2009, Di Ventra, Pershin y Chua extendieron la noción de sistemas memristivos a elementos capacitivos e inductivos en forma de memcapacitores y meminductores, cuyas propiedades dependen del estado y la historia del sistema, ampliado en 2013 por Di Ventra y Pershin.

## Memfractancia y memfractor, segundo y tercer orden del memristor, memcapacitor y meminductor
En septiembre de 2014, Mohamed-Salah Abdelouahab, Rene Lozi y Leon Chua, publicaron una teoría general del primer, segundo, tercer y n-ésimo orden de un elemento memristivo utilizando derivados fraccionarios.

## Cronología

### 1808
Sir Humphry Davy es proclamado por Leon Chua al haber realizado los primeros experimentos que muestran los efectos de un memristor.

### 1960
Bernard Widrow acuña el término memristor (es decir, resistencia de memoria) para describir los componentes de una red neuronal artificial rudimentaria llamada ADALINE.

### 1968
Argall publica un artículo que muestra los efectos de la resistencia conmutativa frete al TiO2 , que más tarde fue reclamado en 2008 al ser una evidencia de un memristor por los investigadores de Hewlett Packard.

### 1971
Leon Chua postula un nuevo elemento de circuitos de dos terminales que se caracteriza por una relación entre la carga eléctrica y el flujo magnético como el cuarto elemento fundamental de circuitos.

### 1976
Chua y su estudiante Sung Mo Kang generalizaron la teoría de los memristores y sistemas memristivos incluyendo una propiedad de la curva de Lissajous de cruce en el origen, que caracteriza el comportamiento de la corriente contra el voltaje.

### 2008
El 1 de mayo, Strukov, Snider, Stewart y Williams publicaron un artículo en la revista Nature, identificando un vínculo entre el comportamiento de conmutación de una resistencia de dos terminales que se encuentra en los sistemas a nanoescala y en memristores.
El 10 de agosto, el Dr. Kris Campbell da a conocer un nuevo enfoque para desarrollar, fabricar y probar los memristores en la parte superior de los chips CMOS.

### 2009
El 23 de enero Di Ventra, Pershin y Chua extendieron la noción de sistemas memristivos a los elementos capacitivos e inductivos, a saber capacitores e inductores cuyas propiedades dependen del estado e historia del sistema.
El 1 de mayo Kim, et al. describieron un material nuevo de un memristor basado en nanopartículas de magnetita y propuso un modelo del memristor extendido que incluye tanto a la resistencia y capacitancia dependiente del tiempo.
El 13 de julio Mouttet describe un circuito de reconocimiento de patrones basados en un memristor que puede realizar una variación analóogica de la función XOR. La arquitectura del circuito se propuso como una manera de evitar la arquitectura y el cuello de botella de Von Neumann para los procesadores utilizados en los sistemas robóticos de control.
El 4 de agosto Choi, et al. describieron la realización física de una matriz eléctricamente modificable de las sinapsis neuronales memristivas.

### 2010
El 8 de abril Borghetti, et al. describieron una matriz de memristores que demuestran la capacidad de realizar operaciones lógicas.
El 20 de abril se introdujo la memoria de contenido direccionable basados en memristores (MCAM).
El 1 de junio Mouttet argumentó que la interpretación del memristor como cuarto elemento fundamental era incorrecta, y que el dispositivo de los laboratorios HP fue parte de una clase más amplia de sistemas memristivos.
El 31 de agosto HP anunció que se habían unido con Hynix en un equipo para la creación de un producto comercial llamado "ReRAM".
El 7 de diciembre So y Koo desarrollaron un hidrogel de forma memristiva que se especula que es útil para construir una interfaz cerebro-computadora.

### 2011
En octubre, Tse demostró que los contadores memristivos impresos basados en el procesamiento de soluciones, con un potencial de aplicaciones como componente de bajo costo de embalaje (sin necesidad de una batería; impulsados por mecanismos de captación de energía).

### 2012
El 23 de marzo HRL Laboratories y la Universidad de Míchigan anunciaron la primera matriz memristiva funcional integrada en un chip CMOS para aplicaciones en arquitecturas neuromórficas de computación.
El 5 de julio, los investigadores italianos del Politecnico di Torino, Alon Ascoli y Fernando Corinto, mostraron que un circuito puramente pasivo, que emplea componentes ya existentes, pueden exhibir dinámica memristivas. El circuito se compone de un puente de diodos ya existentes y un circuito RLC en serie, introduciendo la no-linealidad y el comportamiento dinámico del sistema, respectivamente. En su más reciente clasificación de los sistemas memristivos, que data de septiembre del 2013, el profesor L.O. Chua clasificó este circuito como un ejemplo de un memristor generalizado.
El 31 de julio, Meuffels y Soni se cuestionaron sobre la aplicabilidad del concepto de un memristor no volátil controlado solamente por corriente a cualquier dispositivo físicamente realizable.

### 2013
El 27 de febrero Thomas et al., demostraron que un memristor puede utilizarse para imitar una sinapsis más sencilla a comparación con la tecnología CMOS tradicional, y que puede ser utilizado como la base para la construcción de circuitos físicos capaces de aprender. El enfoque utiliza memristores como componentes clave en un modelo para un cerebro artificial.
El 23 de abril Valov, et al., argumentaron que la teoría memristiva actual debe extenderse a una teoría completamente nueva para poder describir adecuadamente a los elementos conmutativos resistivos a base de óxido-reducción (RRAM). La razón principal es que la existencia de nanobaterías en interruptores resistivos basados en redox viola el requisito de la teoría del memristor para una histéresis pellizcada.

### 2014
El 10 de febrero, Nugent y Molter presentaron una nueva forma de computación denominada "AHaH Computing", la cual utiliza pares diferenciales de memristores como medio de almacenamiento para pesos sinápticos. La arquitectura propuesta proporciona una solución al "cuello de botella de Von Neumann" mediante la fusión del procesador y la memoria, y el hardware del futuro basado en esta tecnología puede reducir el consumo de energía de las aplicaciones de aprendizaje de máquina.
El 10 de noviembre, Bessonov et al. demostraron un nuevo tipo de memristor flexible que comprende heteroestructuras MoOx/MoS2 intercaladas entre electrodos de plata en una lámina plástica.

### 2015
El 21 de marzo, Bio Inspired Technologies of Boise, Idaho introdujo el primer memristor discreto comercial disponible en el mercado. El memristor está fabricado en silicio y está basado en el diseño de una batería conductora de calcogenuro de plata. El dispositivo es analógico y está programado en varios estados de programado y borrado por la aplicación de voltaje en corriente directa o pulsos discretos. El componente forma un bloque de construcción para los investigadores interesados en el diseño y creación de prototipos de circuitos neuromórficos y arquitecturas de memoria avanzada.

## Otras lecturas
- Ronald Tetzlaff, ed. (2013). Memristors and Memristive Systems. Springer. ISBN 978-1-4614-9068-5.
- Andrew Adamatzky and Leon Chua, ed. (2013). Memristor Networks. Springer. ISBN 978-3-319-02630-5.
- Keith Atkin (2013), "An introduction to the memristor", Phys. Educ. 48 317 doi 10.1088/0031-9120/48/3/317.
- Muthuswamy, B et al., "Memristor Modelling Archivado el 29 de agosto de 2017 en Wayback Machine.", IEEE ISCAS 2014, doi 10.1109/ISCAS.2014.6865179.